# Ordine della Stella d'India
L’Esaltatissimo Ordine della Stella d'India è un ordine cavalleresco fondato dalla Regina Vittoria nel 1861 in quanto Imperatrice d'India. L'Ordine includeva i membri suddivisi in tre classi:
1. Cavaliere Gran Commendatore (GCSI)
2. Cavaliere Commendatore (KCSI)
3. Compagno (CSI)

L'ordine è formalmente cessato dalla dichiarazione d'indipendenza dell'India nel 1947.
Il motto dell'Ordine è Heaven's light our guide. (La luce del paradiso ci sia guida). La "Stella d'India", emblema dell'ordine, era anche presente nella bandiera personale del Viceré d'India così come sulla red ensign dell'Impero Indiano.

## Storia
Dopo molti anni in cui il dominio britannico si era ormai radicato in India, il governo centrale di Londra decise di creare un nuovo ordine cavalleresco da destinare ai benemeriti di questa importante colonia. Le onorificenze avrebbero dovuto essere concesse, oltre che agli ufficiali britannici di stanza in India, anche ai principi e ai capi locali. Il 25 giugno 1861, la Regina Vittoria proclamò la fondazione dell'ordine con questo discorso d'apertura alla cerimonia ufficiale:
I primi cavalieri nominati furono:
- Alberto di Sassonia-Coburgo-Gotha
- Principe Edoardo del Galles

La bandiera del Viceré d'India che mostra al centro le insegne dell'Ordine della Stella d'India.

Bandiera dell'Impero Indiano con la Stella d'India

- Sri Teen Maharaja Sir Jung Bahadur, Maharaja di Kaski-Lambjung, Primo Ministro del Nepal
- Sri Teen Maharaja Sir Ranodip Singh, Comandante in capo delle armate reali del Nepal
- Nawab Mir Tahniat Ali Khan Bahadur, Afzal ad-Dawlah, Asaf Jah V, Nizam di Hyderabad
- Jayajirao Scindia, Maharaja du Gwalior
- Maharaja Duleep Singh, formalmente Maharaja dell'Impero Sikh
- Nawab Sir Imam Buksh Khan Bahadur, Nawab di Mazaris
- Ranbir Singh, Maharaja di Jammu e Kashmir
- Tukojirao Holkar, Maharaja di Indore
- Narendra Singh, Maharaja di Patiala
- Khanderrao Gaekwad, Maharaja di Baroda
- Nawab Sikander Begum, Nawab Begum di Bhopal
- Yusef Ali Khan Bahadur, Nawab di Rampur
- Hugh Gough, I visconte Gough, Comandante in capo dell'esercito indiano
- George Harris, III barone Harris, Governatore di Madras
- Colin Campbell, I barone Clyde, Comandante in capo delle armate indiane
- George Russell Clerk, cavaliere, Governatore di Bombay
- John Laird Mair Lawrence, baronetto, GCB, Luogotenente-Governatore del Punjab
- James Outram, Bt., GCB, Membro del consiglio del Viceré
- Hugh Henry Rose, GCB, Comandante in capo delle armate indiane

Le nomine dell'Ordine terminarono ufficialmente il 14 agosto 1947 anche se esso non venne mai formalmente abolito e la regina Elisabetta II d'Inghilterra, che succedette a suo padre Giorgio VI nel 1952, lo lasciò quiescente, rimanendo sovrana dell'Ordine sino ai giorni nostri, dal momento che pochissimi sono gli insigniti dell'Ordine rimasti in vita.

## Composizione

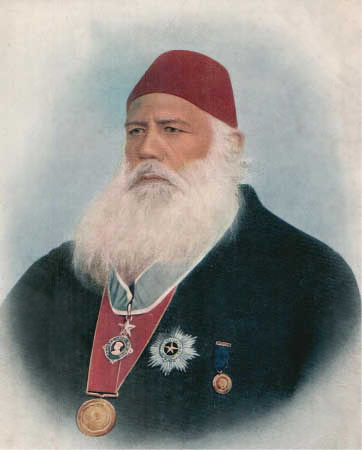
Sir Syed Ahmed Khan GCSI

Il sovrano inglese era ed è capo sovrano dell'Ordine, mentre la posizione di Gran Maestro veniva detenuta ex officio dal Viceré d'India che risiedeva direttamente nella colonia. Quando l'ordine venne fondato nel 1861, vi era un'unica classe di Cavalieri Compagni, che venne espansa a partire dal 1866 con l'aggiunta di altre due classi. I membri della prima classe dell'Ordine divennero noti col nome di "Cavaliere di Gran Croce", nome cambiato poi in Cavaliere Gran Commendatore per non offendere gli insigniti indiani che non erano di religione cristiana.
I Viceré e gli alti ufficiali, come del resto coloro che servivano nel dipartimento del Segretariato di Stato d'India per almeno trent'anni, potevano aspirare ad una nomina nell'ordine, così come i principi indiani regnanti nei piccoli stati che componevano l'Impero Indiano sottoposto al governo inglese. I capi delle città più importanti venivano quasi sempre insigniti della massima onorificenza in segno di fiducia del governo inglese verso i locali.
Anche alcuni governanti locali in Asia e nel Medio Oriente di territori facente parte dell'Impero britannico (tra i quali si includeva l'Emiro del Kuwait, i Maharaja della dinastia Rana, i Chedivè d'Egitto, i Re del Bhutan e i sultani di Zanzibar, Bahrein ed Oman) furono insigniti dell'Ordine.
Anche le donne erano ammesse a questa onorificenza, venendo ammesse con il grado di "Cavalieri", cambiato poi in "Dame". La prima donna ad esservi ammessa fu Nawab Sikandar Begum Sahiba, Nawab Begum di Bhopal. L'Ordine era vietato alle donne di reggenti di stati, ma nel 1911 lo statuto fece uno strappo alla regola per la regina Maria del Regno Unito.

## Vesti e insegne

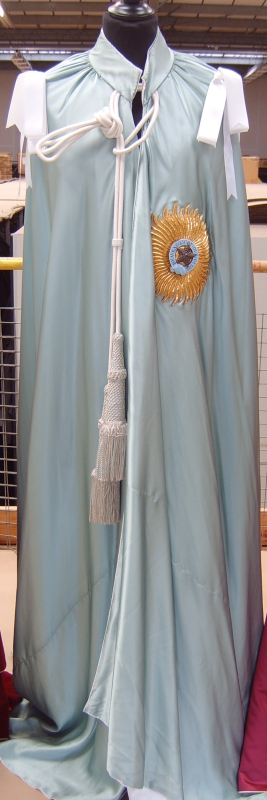
Mantello dell'Ordine

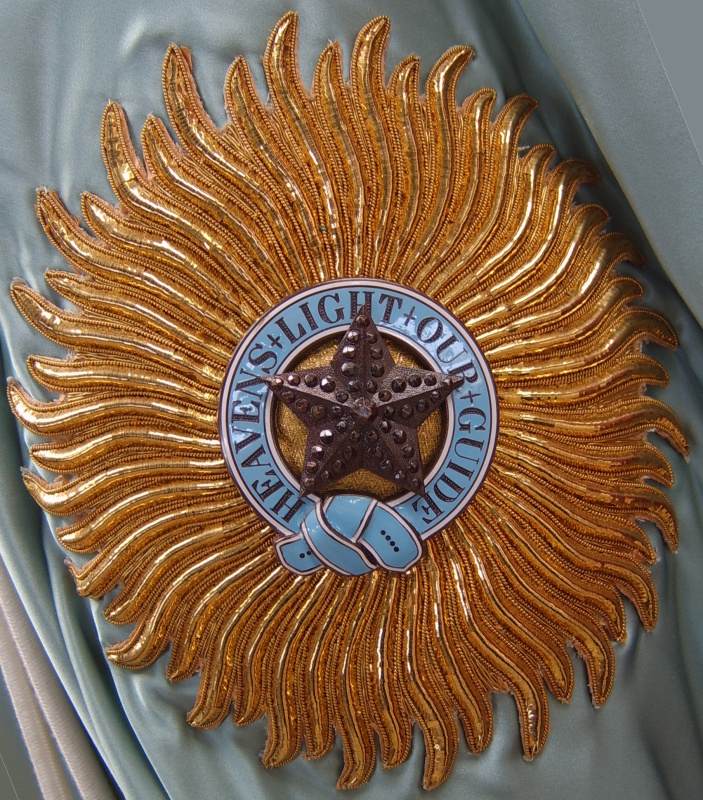
Rappresentazione della Stella dell'Ordine e del mantello

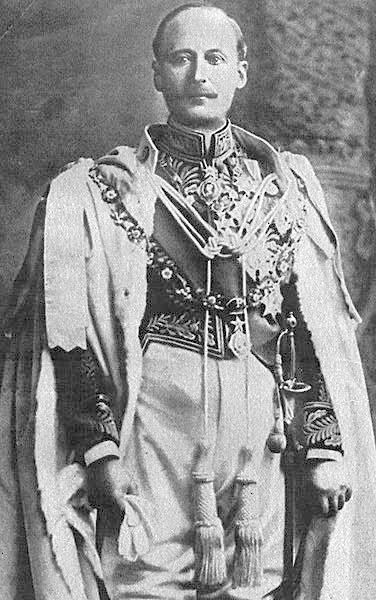
Charles Hardinge, Viceré d'India, mentre indossa gli abiti dell'Ordine.

I membri dell'Ordine indossavano costumi elaborati e compositi:
- Il mantello, indossato solo dai Cavalieri Gran Commendatori, che era azzurro rivestito internamente in seta bianca. Sul lato sinistro si trovava ricamata l'insegna della stella dell'Ordine.
- Il collare, anch'esso indossato solo dai Cavalieri Gran Commendatori, realizzato in oro. Esso era composto da figure alternate di fiori di loto e da foglie di palma rosse e bianche con al centro la corona imperiale indiana.

Nelle occasioni meno solenni, la divisa era più semplice:
- La stella, indossata solo dai Cavalieri Gran Commendatori e dai Cavalieri Commendatori, era composta da un sole con ventisei raggi alternati a ventisei altri piccoli raggi in oro per i Gran Commendatori e in argento per i Commendatori. Al centro si trovava un anello azzurro smaltato riportante il motto dell'Ordine. Al centro si trovava una stella a cinque punti, decorata con diamanti per i Cavalieri Gran Commendatori.
- La fascia indossata dai Cavalieri Gran Commendatori passava il corpo dalla spalla destra al fianco sinistro e terminava con un medaglione in cui si trovava l'effigie della Regina Vittoria.

Come si è già detto, a differenza della maggior parte degli ordini cavallereschi inglesi tradizionali, l'Ordine non riportava il simbolo della croce per non offendere la religione induista praticata da molti degli insigniti.